# Sao Preon
Một ngôi sao preon  (còn gọi là hố gần đen, hố xám hoặc hố ghi) là một loại sao đặc về mặt lý thuyết được tạo thành từ các preon, đó là các hạt "giống như điểm" được hình thành là thành phần phụ của quark và Lepton. Sự tồn tại của họ lần đầu tiên được lý thuyết hóa vào năm 2005 bởi Fredrik Sandin và Johan Hansson, cả hai đều đến từ Đại học Công nghệ Luleå, Thụy Điển. Giả thuyết đằng sau chúng là các hạt hạ nguyên tử sẽ xuất hiện trước các hạt hạ nguyên tử, xuất hiện trước các hạt và các ngôi sao ban đầu được tạo ra từ các hạt hạ nguyên tử này, với hầu hết dần dần được tạo thành từ các hạt phụ, và sau đó là các hạt. Tuy nhiên, lý thuyết cho rằng có thể vẫn còn một số ngôi sao được tạo thành từ các hạt hạ nguyên tử. Người ta tin rằng chúng cũng có thể hình thành từ những ngôi sao khổng lồ sụp đổ quá không ổn định để trở thành sao neutron, nhưng không đủ để trở thành hố đen.